# Jehan Georges Vibert

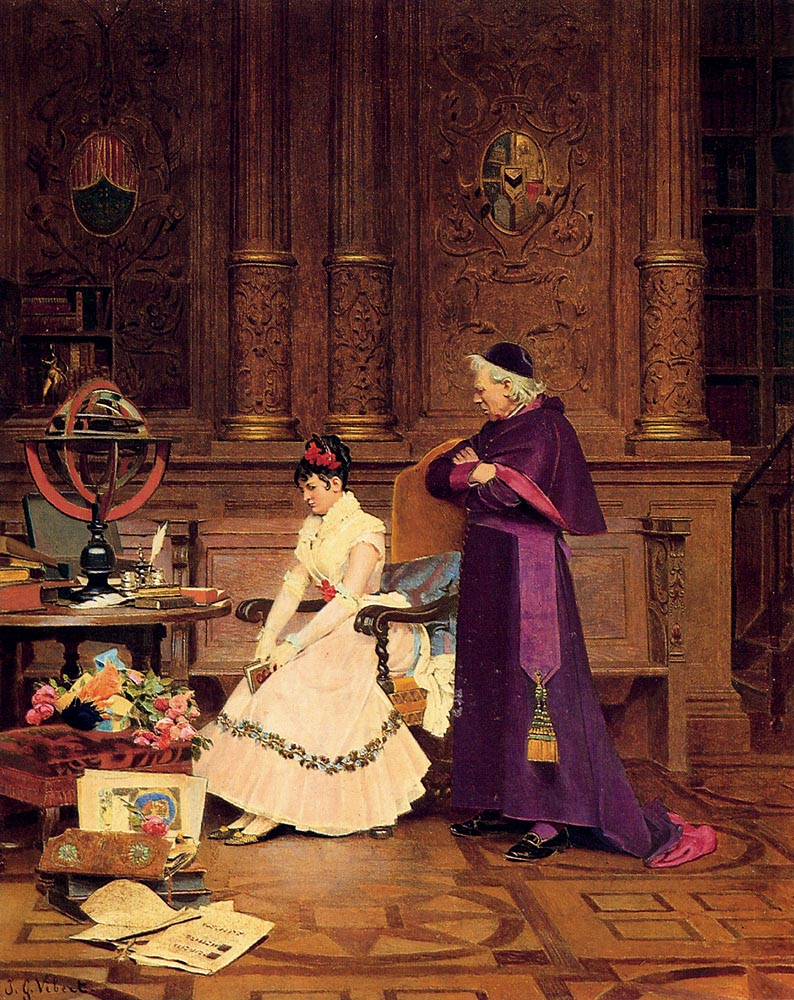
Jehan Georges Vibert – Reprymenda

Jehan Georges Vibert (ur. 30 września 1840 w Paryżu, zm. 28 lipca 1902 tamże) – francuski malarz akademicki, akwarelista i dramaturg.
Urodził się w Paryżu, jego pierwszym nauczycielem był dziadek. Studiował w École des Beaux Arts. Podróżował m.in. po Hiszpanii. W czasie wojny francusko-pruskiej został ranny w październiku 1870 r., w czasie walk pod Rueil-Malmaison. Interesował się akwarelą, pisał także satyry i komedie, w których często sam występował. Zmarł nagle na skutek choroby serca.
Zainteresowania Vilberta uległy radykalnej zmianie po 1867 r., gdy zrezygnował z poważnych prac o tematyce religijnej i mitologicznej. Artysta zainteresował się tematyką codzienną a jego prace zaczęły odznaczać się wyszukanym humorem, często ironią z ludzkich przywar i słabostek. Pod koniec życia, „ofiarami” Vilberta stali się żyjący w luksusie członkowie duchowieństwa.